# Perlamantispa vassei
Perlamantispa vassei is een insect uit de familie van de Mantispidae, die tot de orde netvleugeligen (Neuroptera) behoort. 
Perlamantispa vassei is voor het eerst wetenschappelijk beschreven door Navás in 1909.